# Franz Johann Ernst
Franz Johann Ernst (* 29. März 1869 in Wiesmath; † 30. Dezember 1946) war ein österreichischer Politiker (CSP) und Landwirt. Ernst war von 1932 bis 1934 Abgeordneter zum Landtag von Niederösterreich.
Ernst besuchte die Volksschule sowie landwirtschaftliche Fortbildungskurse. Er übernahm in der Folge 1902 den elterlichen Betrieb in Wiesmath und war als Landwirt tätig. 1902 gehörte er zu den Gründern der örtlichen Raiffeisenkasse, dessen Obmann er zwischen 1912 und 1937 war. Zudem engagierte sich ernst in verschiedenen landwirtschaftlichen Organisationen und Genossenschaften. Ab 1906 wirkte Ernst als Gemeinderat, ab 1929 war er Bürgermeister von Wiesmath. Zudem vertrat er die Christlichsoziale Partei zwischen dem 21. Mai 1932 und dem 30. Oktober 1934 im Niederösterreichischen Landtag. 